# ThunderCats
ThunderCats er en tegnet tv-serie fra USA. Der er i alt 130 episoder, og hver episode varer ca. 22 minuter.
Serien statede i 1985.

## Personer

### Heltene
- Lion-O
- Jaga
- Tygra
- Panthro
- Cheetara
- WilyKit
- WilyKat

### Skurkene
- Mumm-Ra
- Slithe
- Monkian
- Jackalman
- Vultureman
- Ratar-O

## Ekstern henvisning
- Thundercats Lair Arkiveret 11. november 2007 hos  Wayback Machine